# Stripped (Stage Dolls)
Stripped è il quarto album in studio degli Stage Dolls, uscito nel 1991 per l'etichetta discografica Polygram Records.

## Tracce
1. Stand by you
2. Life in America
3. Left foot boogie
4. Love don't bother me
5. Money
6. Sorry is all I can say
7. In the heat
8. Let's get crazy
9. Goodbye to Amy
10. Rock this city
11. Livin on borrowed love
12. Down on me

## Formazione
- Torstein Flakne - voce, chitarra
- Terje Storli - basso
- Steinar Krokstad - batteria

### Altri musicisti
- Kjetil Bjerkestrand - tastiere
- Vaneese Thomas - cori
- Angela Clemmons - cori
- Patrick Tookes - cori
- Daryll Tookes - cori
- Mark Spiro - cori
- Robbie Buchanan - chitarra